# George Airey Kirkpatrick

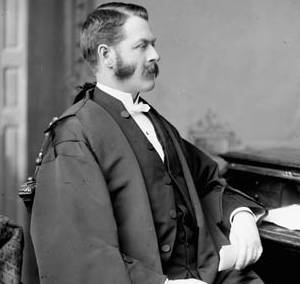
George Airey Kirkpatrick

Sir George Airey Kirkpatrick, PC, KCMG, QC (* 13. September 1841 in Kingston, Oberkanada; † 13. Dezember 1899 in Toronto) war ein kanadischer Politiker. Von 1870 bis 1892 war er konservativer Abgeordneter des Unterhauses. Anschließend amtierte er bis 1896 als Vizegouverneur der Provinz Ontario.

## Biografie
Der Sohn des Unterhausabgeordneten Thomas Kirkpatrick und von Helen Fisher erhielt seine gymnasiale Ausbildung in Saint-Jean-sur-Richelieu. Nach einem Semester am Queen’s College in Kingston studierte er Recht am Trinity College in Dublin, wo er 1861 seinen Abschluss machte. Er wurde 1865 in die Anwaltskammer aufgenommen, gründete seine eigene Kanzlei und erhielt 1890 die Auszeichnung als Kronanwalt.
Nach dem Tod seines Vaters war der Unterhaus-Wahlkreis Frontenac unbesetzt. Kirkpatrick trat als Kandidat der Konservativen Partei zur notwendig gewordenen Nachwahl an und siegte am 27. April 1870 deutlich. Sechsmal in Folge gelang ihm die Wiederwahl. Kirkpatrick unterstützte die Politik von Premierminister John Macdonald, war aber auch mit dem Liberalen Edward Blake befreundet. Nach dem 1873 aufgeflogenen Pacific-Skandal erwog er einen Übertritt zur Liberalen Partei, entschied sich aber letztlich dagegen. Im Parlament setzte er sich besonders für die Belange seiner Heimatstadt Kingston und des dort befindlichen Royal Military College ein, ebenso für die Schifffahrt auf dem Sankt-Lorenz-Strom und den Großen Seen. 1877 wurde auf seine Initiative hin ein Seefahrtsgerichtshof in Ontario eröffnet.
Nach der Unterhauswahl 1882 ernannte ihn Macdonald zum Speaker des Unterhauses. Kirkpatrick übte dieses Amt fünf Jahre lang aus. Da er aus Sicht seiner Partei zu kompromissbereit gegenüber den Liberalen gewesen war, wurde er 1887 nicht für eine zweite Legislaturperiode nominiert. Nach weiteren fünf Jahren als Hinterbänkler wurde er auf Anraten des neuen Premierministers John Abbott zum Vizegouverneur von Ontario ernannt und am 30. Mai 1892 durch Generalgouverneur Lord Stanley vereidigt. Dieses repräsentative Amt übte er bis zum 7. November 1896 aus.
Sein Sohn George Macaulay Kirkpatrick war General der britischen Armee.